# Nistatina
A nistatina é um medicamento antifúngico usado para tratar infecções cutâneas por Candida, incluindo dermatite das fraldas, candidíase, candidíase esofágica e infecções vaginais por fungos. Também pode ser usado para prevenir a candidíase em pessoas de alto risco. A nistatina pode ser usada por via oral, na vagina ou aplicada na pele.
Durante a gravidez, o uso na vagina foi determindado como seguro. Funciona rompendo a membrana celular das células fúngicas.
A nistatina foi descoberta em 1950 por Rachel Fuller Brown e Elizabeth Lee Hazen, isolada a partir da bactéria Streptomyces noursei. Foi o primeiro antifúngico macrolídeo de polieno a ser descrito. Está na Lista de Medicamentos Essenciais da Organização Mundial da Saúde e disponível como medicamento genérico.
No Brasil, a nistatina é registrata na ANVISA para uso como suspensão oral ou drágeas para o tratamento de candidíase oral, esofagiana ou intestinal ou como um creme vaginal para tratar vaginite por candidíase, sendo disponibilizado gratuitamente pelo Sistema Único de Saúde na forma de  suspensão oral de 100.000 UI/mL.

## Usos médicos
Infecções cutâneas, vaginais, bucais e esofágicas por Candida podem responder bem ao tratamento com nistatina. Infecções de unhas ou pele hiperqueratinizada não costumam responder bem.
A nistatina oral é frequentemente usada como tratamento preventivo em pessoas em grupos de risco para infecções fúngicas, como pacientes com HIV/AIDS com baixa contagem de células T CD4+ e pessoas sendo tratadas com quimioterapia. Foi investigado para uso em pacientes após transplante de fígado, mas descobriu-se que, nesses casos, o fluconazol é muito mais eficaz na prevenção de colonização, infecção invasiva e morte. É eficaz no tratamento da candidíase oral em idosos que usam dentaduras.
A nistatina também é usada em bebês com muito baixo peso ao nascer (menos de 1,5 quilo) para prevenir infecções fúngicas invasivas, embora o fluconazol seja o tratamento preferido. Foi encontrada uma redução na taxa de infecções fúngicas invasivas e e de mortes quando usado nesses bebês.
A nistatina lipossomal não está disponível comercialmente, mas experimentos laboratoriais indicaram maior atividade in vitro do que as formulações coloidais de anfotericina B e com  eficácia contra alguns fungos resistentes à anfotericina B.  Além disso, o fungo Cryptococcus parece ser sensível à nistatina lipossomal , a nistatina lipossomal parece ser menos nefrotóxica que a anfotericina B.

## Efeitos adversos
O gosto amargo e náusea são mais comuns do que a maioria dos outros efeitos adversospara esse medicamento.
Tanto a suspensão oral quanto a forma tópica podem causar, de forma infrequente:
1. Reações de hipersensibilidade, incluindo a síndrome de Stevens-Johnson[13]
2. Erupção cutânea, coceira, queimação e pustulose exantemática generalizada aguda[14]

Uma dosagem muito alta pode potencialmente levar a efeitos colaterais adicionais, como nefrotoxicidade e hipocalemia.

## Mecanismo de ação
Assim como a anfotericina B e a natamicina, a nistatina é um ionóforo. Liga-se ao ergosterol, um componente importante da membrana celular dos fungos. Quando presente em concentrações suficientes, forma poros na membrana que levam ao vazamento de íons de potássio e à morte do fungo.

O ergosterol é um esterol exclusivo dos fungos, portanto a droga não tem efeitos tão nocivos em animais ou plantas. Ainda assim, muitos dos efeitos sistémicos/tóxicos da nistatina em humanos são atribuíveis à sua ligação aos esteróis de mamíferos, como o colesterol. Este é o efeito responsável pela nefrotoxicidade observada com níveis séricos elevados de nistatina. Apesar das semelhanças e diferenças moleculares entre o ergosterol e o colesterol, atualmente não há consenso sobre o motivo pelo qual a nistatina tem uma maior afinidade de ligação ao ergosterol, porque não entendemos como os poros da nistatina são construídos. Os pesquisadores concluíram até agora que os poros da nistatina são formados por 4-12 moléculas de nistatina, com um número desconhecido de interações necessárias com esterol.

## Biossíntese
A nistatina A 1 (frequentemente chamada apenas de nistatina) é biossintetizada por uma cepa bacteriana da espécie Streptomyces noursei. A estrutura deste composto ativo é caracterizada como um macrolídeo polieno com um desoxiaçúcar D-micosamina, um aminoglicosídeo . A sequência genômica usada para a produção da nistatina revela a presença de um módulo de carregamento de policetídeos (nysA), seis módulos de síntese de policetídeos (nysB, nysC, nysI, nysJ e nysK) e dois módulos de tioesterase (nysK e nysE).

Após a biossíntese do macrólido, o composto sofre modificações pós-sintéticas, que são auxiliadas pelas enzimas GDP-manose desidratase (nysIII), monooxigenase P450 (nysL e nysN), aminotransferase (nysDII) e glicosiltransferase (nysDI). Acredita-se que a via biossintética proceda conforme mostrado para produzir nistatina.

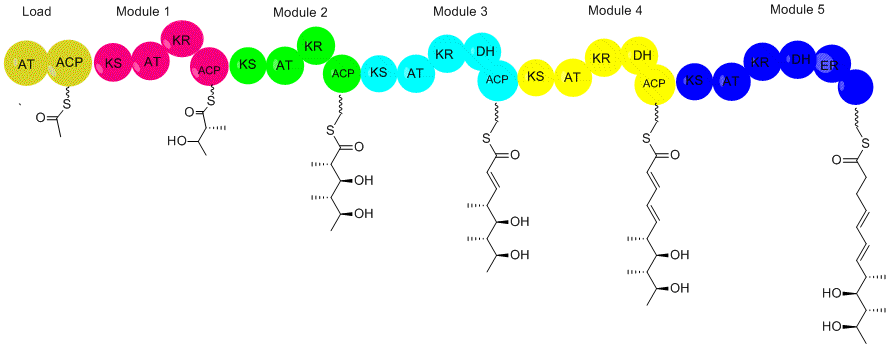
Módulos 1-5
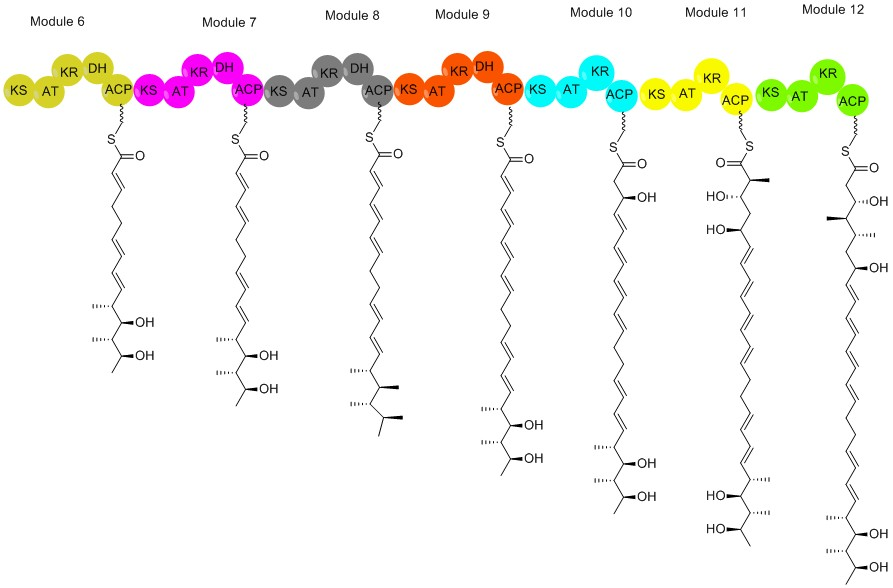
Módulos 6-12
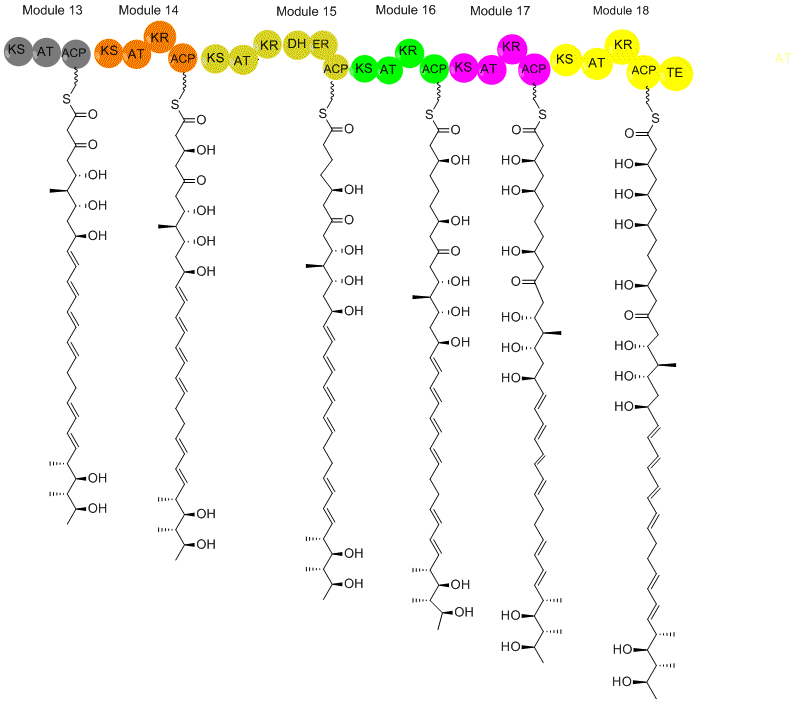
Módulos 13 -18
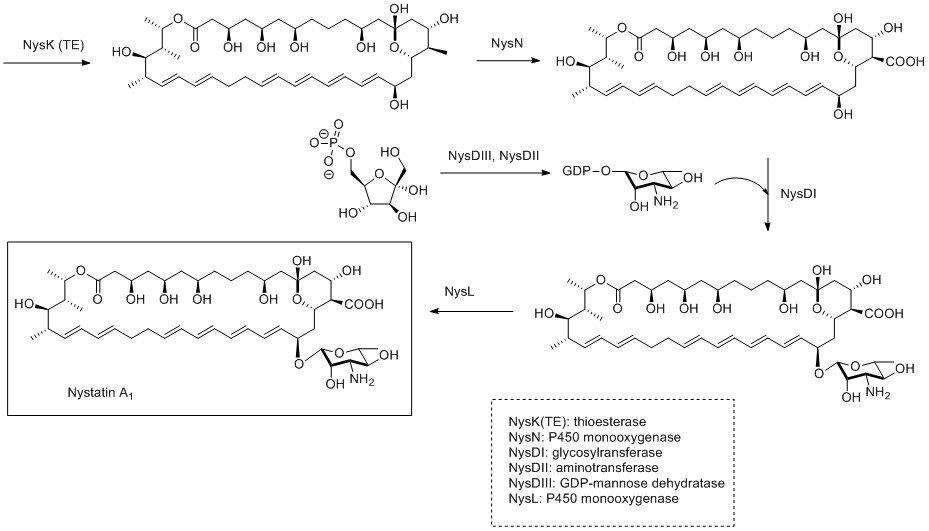
Molécula concluída

O ponto de fusão da nistatina é 44 - 46 °C.

## História

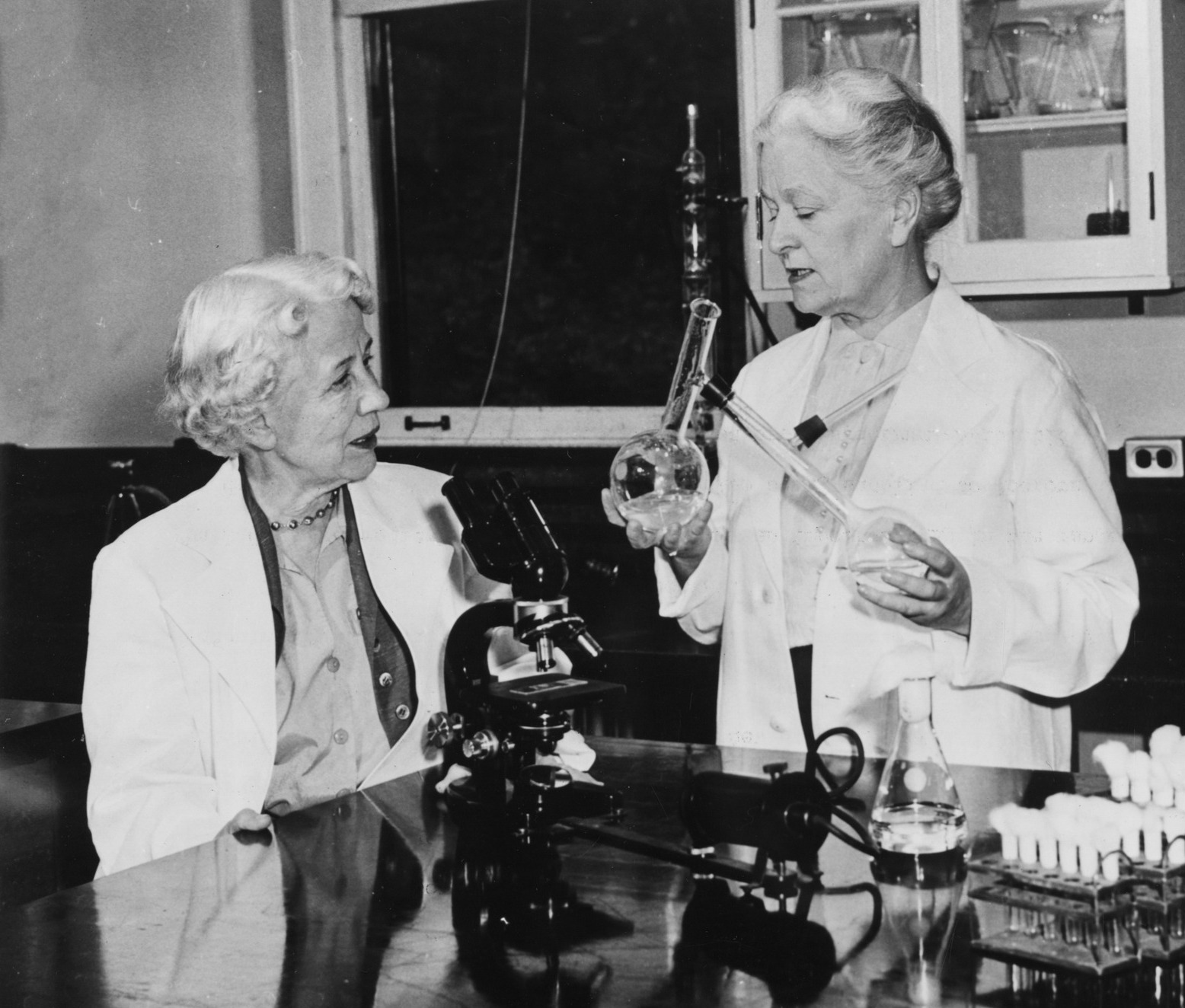
Elizabeth Lee Hazen (à esquerda) e Rachel Fuller Brown em 1955

Como muitos outros antifúngicos e antibióticos, a nistatina tem origem bacteriana. Foi isolada do estreptomiceto Streptomyces noursei em 1950 por Elizabeth Lee Hazen e Rachel Fuller Brown, que atuavam como pesqisadoras no New York State Department of Health. Hazen encontrou um microrganismo promissor no solo da fazenda leiteira de um amigo. Ela o chamou de Streptomyces noursei, em homenagem a Jessie Nourse, esposa do dono da fazenda. Hazen e Brown nomearam nistatina em homenagem ao Departamento de Saúde do Estado de Nova York em 1954 (NYStatin, em homenagem ao New York State). As duas descobridoras patentearam a droga e depois doaram os US$ 13 milhões em lucros a uma fundação dedicada a financiar pesquisas semelhantes.

## Outros usos

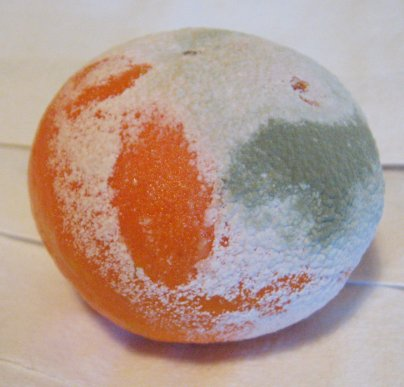
Tangerina infectada com Penicillium: A parse sem crescimento de fungo recebeu nistatina aplicada antes que o fungo cobrisse a fruta.

Em certos casos, um derivado da nistatina tem sido utilizado para evitar a propagação de mofo em objetos como obras de arte. Por exemplo, foi aplicado em pinturas de painéis de madeira danificadas como resultado da enchente do rio Arno em 1966 em Florença, Itália .
A nistatina também é usada como uma ferramenta por cientistas que realizam registros eletrofisiológicos de células do tipo patch-clamp "perfurado". Quando carregada na pipeta de registro, permite a medição de correntes elétricas sem diluir o conteúdo intracelular, pois forma poros na membrana celular que são permeáveis apenas a íons monovalentes, preferencialmente cátions como, sódio, potássio, lítio, e césio.

## Produção
A nistatina possui diversos nomes comerciais, sendo disponível também como medicamento genérico.
No Brasil, dentro do Sistema Único de Saúde, ela é adquirida de fornecedores comoa empreza Prati-Donaduzzi.